# Morschwiller
Ne doit pas être confondu avec Morschwiller-le-Bas.
Morschwiller est une commune française située dans la circonscription administrative du Bas-Rhin et, depuis le 1er janvier 2021, dans le territoire de la Collectivité européenne d'Alsace, en région Grand Est.
Cette commune se trouve dans la région historique et culturelle d'Alsace.

## Géographie

### Localisation
Morschwiller se situe dans le nord-est du Kochersberg, entre Pfaffenhoffen et Brumath. Le village est traversé d'est en ouest par la route département 419 qui relie les deux villes.

### Communes limitrophes
Les communes limitrophes sont : Dauendorf au nord-est, Uhlwiller (et son écart Niederaltdorf) à l'est, Huttendorf au sud-est, Grassendorf et Val-de-Moder à l'ouest, Pfaffenhoffen et Niedermodern au nord.
| Val-de-Moder (Ringeldorf) | Niedermodern | Dauendorf  |
|                           | Morschwiller |            |
| Grassendorf               |              | Huttendorf |

### Hydrographie

#### Réseau hydrographique
La commune est dans le bassin versant du Rhin au sein du bassin Rhin-Meuse. Elle est drainée par le ruisseau le Lomdgraben, le ruisseau d'Uhlwiller et le ruisseau le Hengstbaechel,.
Le Lomdgraben, d'une longueur de 11 km, prend sa source dans la commune de Grassendorf et se jette  dans la Moder à Schweighouse-sur-Moder, après avoir traversé sept communes. 

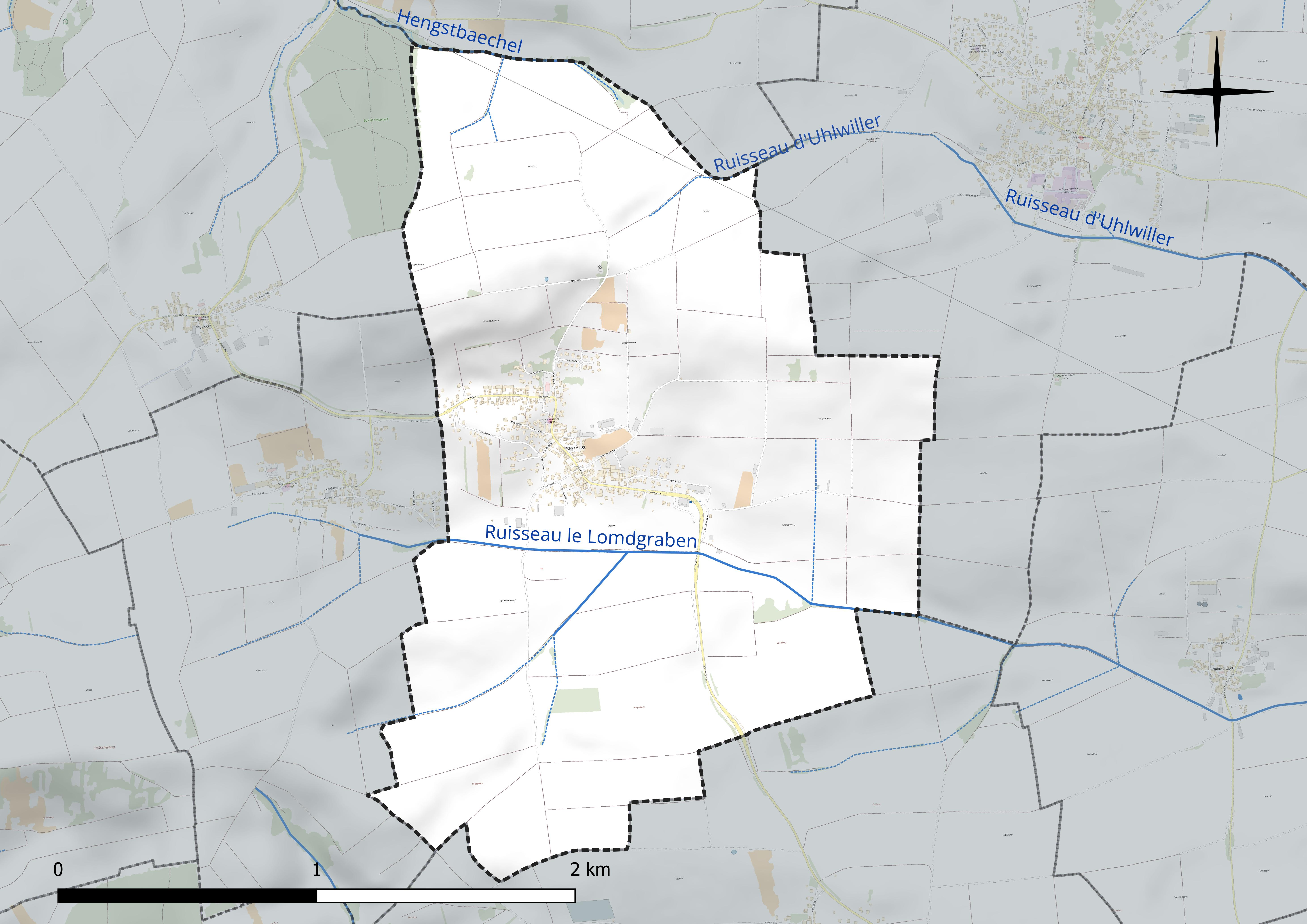
Réseau hydrographique de Morschwiller.

#### Gestion et qualité des eaux
Le territoire communal est couvert par le schéma d'aménagement et de gestion des eaux (SAGE) « Moder ». Ce document de planification concerne le bassin versant de la Moder dont le territoire s'étend sur 1 720 km2. Le périmètre a été arrêté le 25 janvier 2006. La commission locale de l'eau a été créée le 12 juillet 2007, puis modifiée le 14 décembre 2021. La structure porteuse de l'élaboration et de la mise en œuvre est le Syndicat des eaux et de l’assainissement Alsace-Moselle (SDEA). 
La qualité des cours d’eau peut être consultée sur un site dédié géré par les agences de l’eau et l’Agence française pour la biodiversité. 

### Climat
Pour des articles plus généraux, voir Climat du Grand Est et Climat du Bas-Rhin.
En 2010, le climat de la commune est de type climat des marges montargnardes, selon une étude du Centre national de la recherche scientifique s'appuyant sur une série de données couvrant la période 1971-2000. En 2020, Météo-France publie une typologie des climats de la France métropolitaine dans laquelle la commune est exposée à un climat semi-continental et est dans la région climatique  Vosges, caractérisée par une pluviométrie très élevée (1 500 à 2 000 mm/an) en toutes saisons et un hiver rude (moins de 1 °C). 
Pour la période 1971-2000, la température annuelle moyenne est de 10,4 °C, avec une amplitude thermique annuelle de 17,6 °C. Le cumul annuel moyen de précipitations est de 827 mm, avec 10,2 jours de précipitations en janvier et 10,2 jours en juillet. Pour la période 1991-2020, la température moyenne annuelle observée sur la station météorologique de Météo-France la plus proche, « Uhrwiller_sapc », sur la commune de Uhrwiller à 7 km à vol d'oiseau, est de 10,9 °C et le cumul annuel moyen de précipitations est de 740,0 mm. 
La température maximale relevée sur cette station est de 38,7 °C, atteinte le 7 août 2015 ; la température minimale est de −18 °C, atteinte le 20 décembre 2009,,. 
Les paramètres climatiques de la commune ont été estimés pour le milieu du siècle (2041-2070) selon différents scénarios d'émission de gaz à effet de serre à partir des nouvelles projections climatiques de référence DRIAS-2020. Ils sont consultables sur un site dédié publié par Météo-France en novembre 2022.

## Urbanisme

### Typologie
Au 1er janvier 2024, Morschwiller est catégorisée commune rurale à habitat dispersé, selon la nouvelle grille communale de densité à sept niveaux définie par l'Insee en 2022.
Elle est située hors unité urbaine. Par ailleurs la commune fait partie de l'aire d'attraction de Strasbourg (partie française), dont elle est une commune de la couronne,. Cette aire, qui regroupe 268 communes, est catégorisée dans les aires de 700 000 habitants ou plus (hors Paris),.

### Occupation des sols

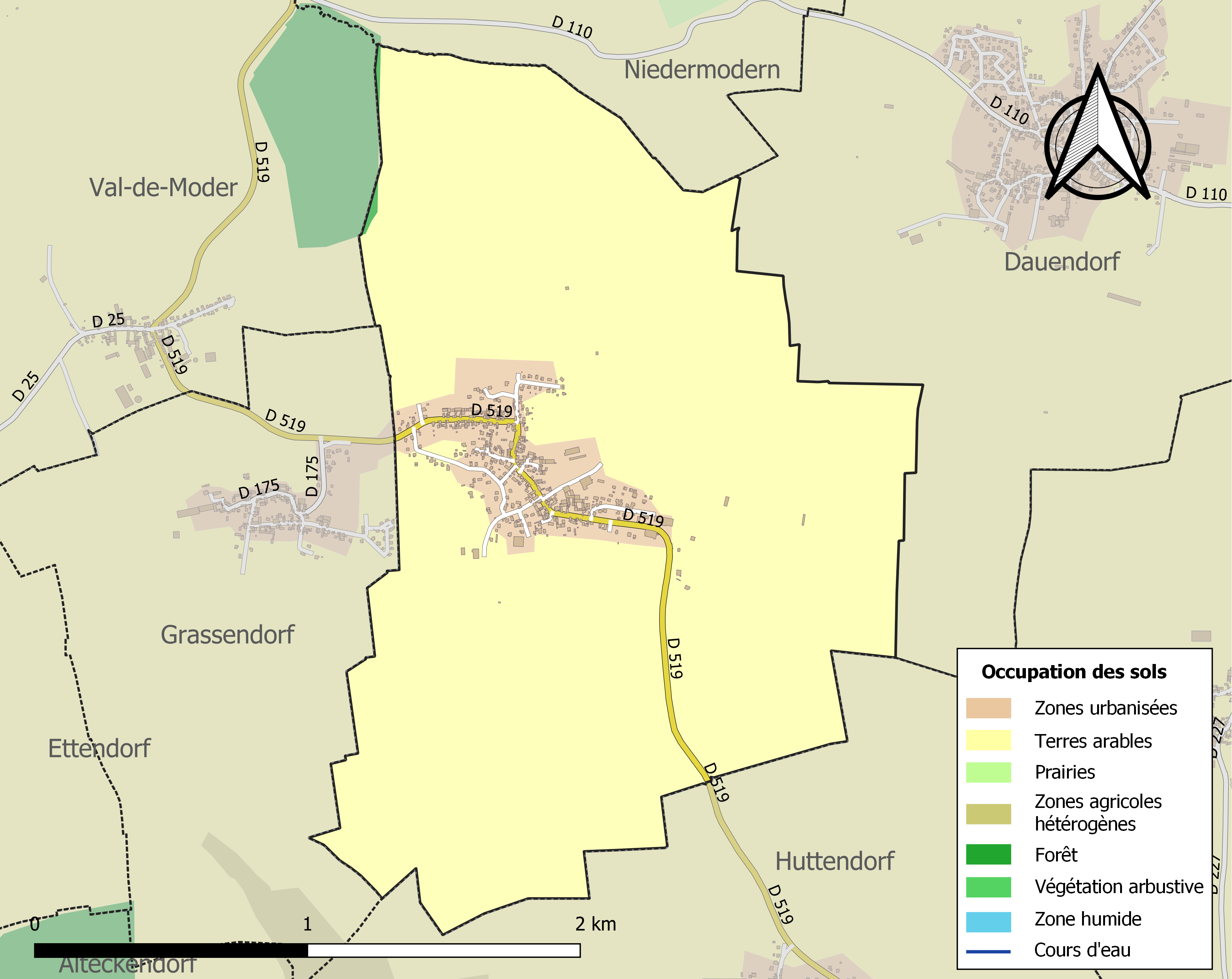
Carte des infrastructures et de l'occupation des sols de la commune en 2018 (CLC).

L'occupation des sols de la commune, telle qu'elle ressort de la base de données européenne d’occupation biophysique des sols Corine Land Cover (CLC), est marquée par l'importance des territoires agricoles (92,3 % en 2018), en diminution par rapport à 1990 (94,3 %). La répartition détaillée en 2018 est la suivante : terres arables (92,3 %), zones urbanisées (7,5 %), forêts (0,2 %). L'évolution de l’occupation des sols de la commune et de ses infrastructures peut être observée sur les différentes représentations cartographiques du territoire : la carte de Cassini (XVIIIe siècle), la carte d'état-major (1820-1866) et les cartes ou photos aériennes de l'IGN pour la période actuelle (1950 à aujourd'hui).

## Toponymie
Horschviller (1793), Morchwiler (1801).

## Histoire
La première mention du village remonte à 771. Morschwiller était un ancien village impérial puis royal du bailliage de Haguenau.

## Politique et administration

### Liste des maires
| Période                                  | Période   | Identité               | Étiquette | Qualité |
| ---------------------------------------- | --------- | ---------------------- | --------- | ------- |
| Les données manquantes sont à compléter. |           |                        |           |         |
| avant 1981                               | mars 1995 | Eugène Diebold         |           |         |
| mars 1995                                | mars 2001 | Charles Thal           |           |         |
| mars 2001                                | mars 2014 | Marie-Françoise Moritz |           |         |
| mars 2014                                | mai 2020  | Damien Winling         |           |         |
| mai 2020                                 | mars 2021 | Alice Vogel            |           |         |
| mai 2021                                 | En cours  | Carine Steinmetz       |           |         |

## Population et société

### Démographie
L'évolution du nombre d'habitants est connue à travers les recensements de la population effectués dans la commune depuis 1793. Pour les communes de moins de 10 000 habitants, une enquête de recensement portant sur toute la population est réalisée tous les cinq ans, les populations de référence des années intermédiaires étant quant à elles estimées par interpolation ou extrapolation. Pour la commune, le premier recensement exhaustif entrant dans le cadre du nouveau dispositif a été réalisé en 2006.

En 2022, la commune comptait 614 habitants, en évolution de +3,19 % par rapport à 2016 (Bas-Rhin : +3,17 %, France hors Mayotte : +2,11 %).
| 1793 | 1800 | 1806 | 1821 | 1831 | 1836 | 1841 | 1846 | 1851 |
| ---- | ---- | ---- | ---- | ---- | ---- | ---- | ---- | ---- |
| 437  | 392  | 521  | 547  | 575  | 606  | 595  | 627  | 628  |

| 1856 | 1861 | 1866 | 1871 | 1875 | 1880 | 1885 | 1890 | 1895 |
| ---- | ---- | ---- | ---- | ---- | ---- | ---- | ---- | ---- |
| 553  | 553  | 501  | 527  | 526  | 562  | 611  | 564  | 575  |

| 1900 | 1905 | 1910 | 1921 | 1926 | 1931 | 1936 | 1946 | 1954 |
| ---- | ---- | ---- | ---- | ---- | ---- | ---- | ---- | ---- |
| 562  | 555  | 571  | 530  | 520  | 428  | 400  | 393  | 354  |

| 1962 | 1968 | 1975 | 1982 | 1990 | 1999 | 2006 | 2011 | 2016 |
| ---- | ---- | ---- | ---- | ---- | ---- | ---- | ---- | ---- |
| 370  | 368  | 392  | 388  | 395  | 459  | 551  | 565  | 595  |

| 2021 | 2022 | - | - | - | - | - | - | - |
| ---- | ---- | - | - | - | - | - | - | - |
| 601  | 614  | - | - | - | - | - | - | - |

## Culture locale et patrimoine

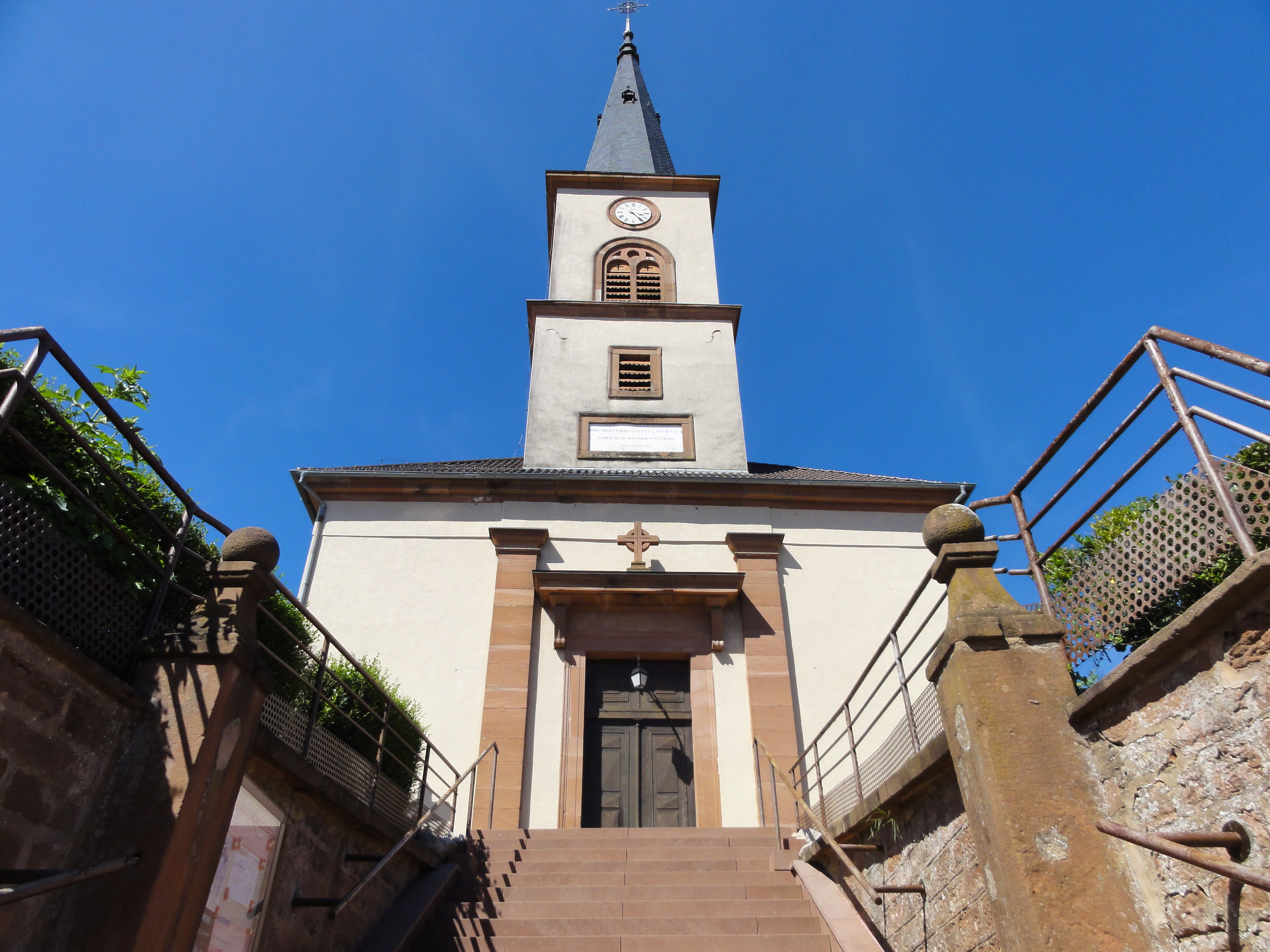
Église Saint-Étienne.

### Lieux et monuments
- Monument aux morts : situé au centre du village.
- L'église Saint-Étienne (catholique) : construite en 1840 par Louis-Martin Zegowitz.

- Chapelle Saint-Ulrich :  construite par des particuliers en 1832.
- Maison traditionnelle : année de construction...

### Personnalités nées à Morschwiller
- François Steinmetz (1868-1952), prêtre catholique et missionnaire français y est né.

### Héraldique
| Blason de Morschwiller | Blason  | De gueules au monde d'argent, cerclé, cintré et croiseté du même. |
| Blason de Morschwiller | Détails |                                                                   |